# Wikipédia en serbe
Pour les articles homonymes, voir Wikipédia en serbe (homonymie).
Wikipédia en serbe (en serbe : Википедија на српском језику, Vikipedija na srpskom jeziku) est l’édition de Wikipédia en serbe, langue slave méridionale parlée en Serbie et en Bosnie-Herzégovine. L'édition est lancée le 16 février 2003. Son code est : sr.
Au 22 mars 2025, l'édition en serbe contient 704 240 articles et compte 412 641 contributeurs, dont 2 444 contributeurs actifs et 15 administrateurs.
Les éditions de Wikipédia dans les autres variétés de la langue serbo-croate sont Wikipédia en serbo-croate (460 523 articles),  Wikipédia en croate (225 579 articles) et Wikipédia en bosnien (94 606 articles).

## Présentation

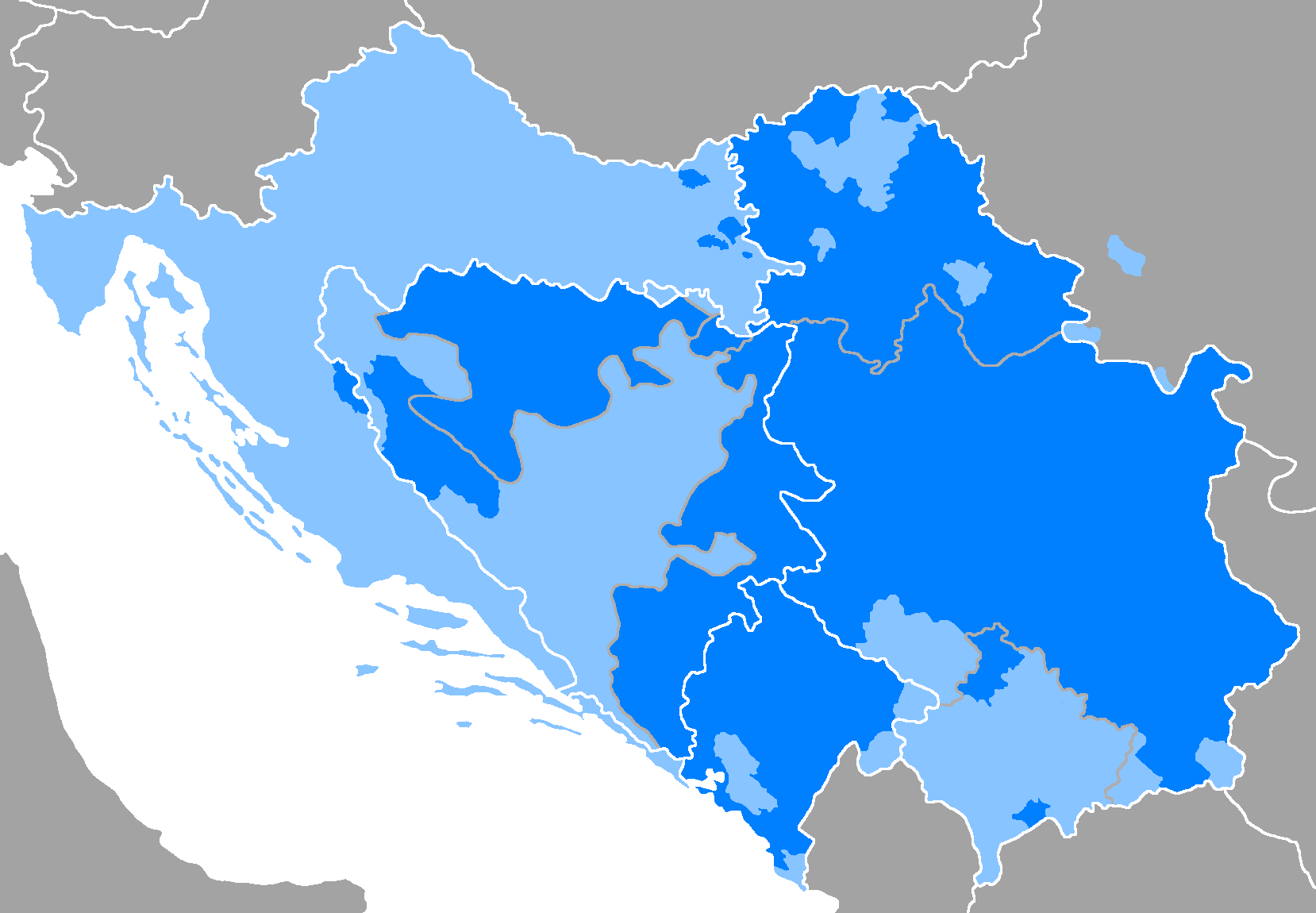
Aire de diffusion du serbe.

La version serbe de Wikipédia est rédigée en écriture cyrillique, mais elle est également accessible à l'écriture latine par un système de transcription automatique (programme de mappage de caractères de ZhengZhu).

## Statistiques
- Le 11 juillet 2013 l'édition en serbe compte 217 230 articles et 126 188 utilisateurs, ce qui en fait la 27e version de Wikipédia en nombre d'articles.
- Le 31 octobre 2022, elle contient 664 515 articles et compte 314 519 contributeurs, dont 800 contributeurs actifs et 19 administrateurs.
- Le 10 août 2024, elle contient 692 338 articles et compte 379 558 contributeurs, dont 719 contributeurs actifs et 15 administrateurs.